# THANATOS-IF I CAN'T BE YOURS-
《THANATOS-IF I CAN'T BE YOURS-》是日本动画电影《新世紀福音戰士劇場版：Air/真心為你》的主题曲。1997年8月1日由STARCHILD发售的LOREN & MASH与ARIANNE的单曲「THE END OF EVANGELION」中首次释出。

## 概要
《THANATOS-IF I CAN'T BE YOURS-》是1997年7月19日公映的电影《新世纪福音战士剧场版：Air/真心为你》剧中，第25集《Air》最后伴随着螺旋状滚动的制作人员名单而播放的曲子。 收录有本曲的单曲，曾在Oricon单曲排行榜上高居第2位。这是“EVA”相关单曲CD中排行的最高纪录。值得注意的是，当时并非以動畫歌曲，而是以西洋乐的分类进行贩售的。
据负责作曲的音乐家鹭巢诗郎回忆，本曲的制作并非是收到制作邀请后才动手的，而是紧接在《Komm, süsser Tod》制作完成后，为了保持与前面所提到的剧场版动画保持一样的紧张感而自发创作而成的。
原曲使用剧中作为背景音乐的《THANATOS》作为前半端，在此基础上填入英语歌词而成。

## 收录曲目

### 《THE END OF EVANGELION》
（全編曲: Shiro SAGISU）
1. THANATOS-IF I CAN'T BE YOURS- [4:48]
演唱 : LOREN & MASH
作词 : MASH、作曲：Shiro SAGISU)
2. Komm, süsser Tod [7:51]
歌：ARIANNE
日语原诗词：Hideaki ANNO；英文翻译：Mike WYZGOWSKI、作曲: Shiro SAGISU
3. II Air [3:22]
作曲：J.S.BACH、編曲：Shiro SAGISU

### 《魂之轮回/THANATOS-IF I CAN'T BE YOURS-》
2006年5月24日発売(KICM-3122)
1. 魂之轮回（高橋洋子）
作詞：及川眠子、作曲・編曲：大森俊之
東映发行动画电影《新世纪福音战士剧场版：死亡与新生》主題歌
2. THANATOS-IF I CAN'T BE YOURS-（LOREN & MASH）
3. 心呀，回归原始吧（高橋洋子）
作詞：及川眠子、作曲：佐藤英敏、編曲：大森俊之
东映发行动画电影《新世纪福音战士剧场版：死亡与新生》印象单曲
4. THANATOS-IF I CAN'T BE YOURS-“Nine Years After Mix”（LOREN & MASH）
作詞：MASH、作曲・編曲：鹭巢诗郎
5. 魂之轮回（OFF VOCAL VERSION）

## 收录专辑

### 《福音战士》相关的专辑
- THE END OF EVANGELION（1997年9月26日）- 再次发售：（2004年12月22日）
  - M-8
- EVANGELION-VOX（1997年12月3日）
  - M-10.JAZZY SIDE STICK-MIX
- NEON GENESIS EVANGELION: S2 WORKS(1998年12月4日)
  - 附赠碟 M-23
- EVANGELION-THE DAY OF SECOND IMPACT-（2000年9月13日）
  - M-9
- EVANGELION -THE BIRTHDAY OF Rei AYANAMI-（2001年3月30日）
  - M-13（クリヤ・マコト翻唱）
- Refrain of Evangelion（2003年7月24日）
  - M-18
- NEON GENESIS EVANGELION DECADE（2005年10月26日）
  - M-10